# Gran Premi del Japó de motociclisme
El Gran Premi del Japó de motociclisme és un esdeveniment esportiu que es disputa anualment al Circuit de Motegi (després de diverses edicions als de Suzuka i Fuji), dins del calendari del Campionat del món de motociclisme.
A 25 d'abril de 2025

## Noms oficials i patrocinadors
- 1963: Grand Prix Race Meeting (sense patrocinador oficial)[1]
- 1987–1989, 2001, 2005, 2010–2011: Grand Prix of Japan (sense patrocinador oficial)[2]
- 1990–1991: Kibun Japanese Grand Prix[3]
- 1992: Japanese Grand Prix (sense patrocinador oficial)[4]
- 1993: Marlboro GP[5]
- 1994–2000: Marlboro Grand Prix of Japan[6]
- 2002–2003: SKYY vodka Grand Prix of Japan[7]
- 2004: Camel Grand Prix of Japan[8]
- 2006–2008: A-Style Grand Prix of Japan[9]
- 2009: Polini Grand Prix of Japan[10]
- 2012–2013: AirAsia Grand Prix of Japan[11]
- 2014–2019, 2022–actualitat: Motul Grand Prix of Japan[12]

## Circuits emprats antigament

Suzuka, emprat el 1987–1998 i 2000–2003
Fuji, emprat el 1966–1967
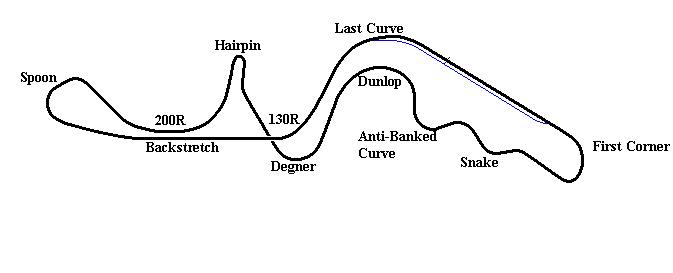
Traçat del circuit de Suzuka emprat el 1962–1965

## Guanyadors múltiples

### Pilots
| # Victòries | Pilot             | Victòries | Victòries              |
| # Victòries | Pilot             | Categoria | Anys                   |
| ----------- | ----------------- | --------- | ---------------------- |
| 5           | Marc Márquez      | MotoGP    | 2016, 2018, 2019       |
| 5           | Marc Márquez      | Moto2     | 2012                   |
| 5           | Marc Márquez      | 125cc     | 2010                   |
| 4           | Kevin Schwantz    | 500cc     | 1988, 1989, 1991, 1994 |
| 4           | Daijiro Kato      | 250cc     | 1997, 1998, 2000, 2001 |
| 4           | Valentino Rossi   | MotoGP    | 2002, 2003, 2008       |
| 4           | Valentino Rossi   | 500cc     | 2001                   |
| 4           | Dani Pedrosa      | MotoGP    | 2011, 2012, 2015       |
| 4           | Dani Pedrosa      | 250cc     | 2004                   |
| 3           | Jim Redman        | 350cc     | 1964                   |
| 3           | Jim Redman        | 250cc     | 1963, 1964             |
| 3           | Mike Hailwood     | 350cc     | 1965, 1967             |
| 3           | Mike Hailwood     | 250cc     | 1965                   |
| 3           | Luca Cadalora     | 250cc     | 1990, 1991, 1992       |
| 3           | Loris Capirossi   | MotoGP    | 2005, 2006, 2007       |
| 3           | Mika Kallio       | 250cc     | 2007                   |
| 3           | Mika Kallio       | 125cc     | 2005, 2006             |
| 3           | Jorge Lorenzo     | MotoGP    | 2009, 2013, 2014       |
| 3           | Àlex Márquez      | Moto2     | 2017                   |
| 3           | Àlex Márquez      | Moto3     | 2013, 2014             |
| 2           | Luigi Taveri      | 50cc      | 1963, 1965             |
| 2           | Bill Ivy          | 125cc     | 1966, 1967             |
| 2           | Wayne Rainey      | 500cc     | 1990, 1993             |
| 2           | Ralf Waldmann     | 250cc     | 1995                   |
| 2           | Ralf Waldmann     | 125cc     | 1992                   |
| 2           | Noboru Ueda       | 125cc     | 1991, 1997             |
| 2           | Mick Doohan       | 500cc     | 1992, 1997             |
| 2           | Max Biaggi        | 500cc     | 1998                   |
| 2           | Max Biaggi        | 250cc     | 1996                   |
| 2           | Norifumi Abe      | 500cc     | 1996, 2000             |
| 2           | Masao Azuma       | 125cc     | 1999, 2001             |
| 2           | Hiroshi Aoyama    | 250cc     | 2005, 2006             |
| 2           | Andrea Iannone    | Moto2     | 2011                   |
| 2           | Andrea Iannone    | 125cc     | 2009                   |
| 2           | Johann Zarco      | Moto2     | 2015                   |
| 2           | Johann Zarco      | 125cc     | 2011                   |
| 2           | Thomas Lüthi      | Moto2     | 2014, 2016             |
| 2           | Andrea Dovizioso  | MotoGP    | 2017                   |
| 2           | Andrea Dovizioso  | 125cc     | 2004                   |
| 2           | Francesco Bagnaia | MotoGP    | 2024                   |
| 2           | Francesco Bagnaia | Moto2     | 2018                   |

### Constructors
| # Victòries | Constructor | Victòries | Victòries                                                                                      |
| # Victòries | Constructor | Categoria | Anys                                                                                           |
| ----------- | ----------- | --------- | ---------------------------------------------------------------------------------------------- |
| 49          | Honda       | MotoGP    | 2002, 2003, 2004, 2011, 2012, 2015, 2016, 2018, 2019                                           |
| 49          | Honda       | 500cc     | 1992, 1997, 1998, 2001                                                                         |
| 49          | Honda       | 350cc     | 1964, 1967                                                                                     |
| 49          | Honda       | 250cc     | 1963, 1964, 1965, 1967, 1987, 1988, 1991, 1992, 1994, 1995, 1997, 1998, 2000, 2001, 2004, 2005 |
| 49          | Honda       | Moto3     | 2014, 2015, 2017, 2019, 2023                                                                   |
| 49          | Honda       | 125cc     | 1989, 1990, 1991, 1992, 1993, 1994, 1995, 1997, 1999, 2001, 2004                               |
| 49          | Honda       | 50cc      | 1963, 1965                                                                                     |
| 18          | Yamaha      | MotoGP    | 2008, 2009, 2013, 2014                                                                         |
| 18          | Yamaha      | 500cc     | 1987, 1990, 1993, 1996, 2000                                                                   |
| 18          | Yamaha      | 350cc     | 1966                                                                                           |
| 18          | Yamaha      | 250cc     | 1966, 1989, 1990, 1993, 1999, 2002                                                             |
| 18          | Yamaha      | 125cc     | 1966, 1967                                                                                     |
| 11          | Suzuki      | 500cc     | 1988, 1989, 1991, 1994, 1995, 1999                                                             |
| 11          | Suzuki      | 125cc     | 1963, 1964, 1965                                                                               |
| 11          | Suzuki      | 50cc      | 1966, 1967                                                                                     |
| 10          | Aprilia     | 250cc     | 1996, 2003, 2009                                                                               |
| 10          | Aprilia     | 125cc     | 1996, 1998, 2002, 2003, 2007, 2008, 2009                                                       |
| 9           | Kalex       | Moto2     | 2013, 2015, 2016, 2017, 2018, 2019, 2022, 2023, 2024                                           |
| 8           | KTM         | 250cc     | 2006, 2007                                                                                     |
| 8           | KTM         | Moto3     | 2012, 2013, 2016, 2018                                                                         |
| 8           | KTM         | 125cc     | 2005, 2006                                                                                     |
| 8           | Ducati      | MotoGP    | 2005, 2006, 2007, 2010, 2017, 2022, 2023, 2024                                                 |
| 3           | Derbi       | 125cc     | 2000, 2010, 2011                                                                               |
| 3           | Suter       | Moto2     | 2011, 2012, 2014                                                                               |

## Guanyadors per any

### De 1987 a l'actualitat
| Any  | Circuit | Moto3                                         | Moto3                                         | Moto2                                         | Moto2                                         | MotoGP                                        | MotoGP                                        | Detalls                                       |
| Any  | Circuit | Pilot                                         | Moto                                          | Pilot                                         | Moto                                          | Pilot                                         | Moto                                          | Detalls                                       |
| ---- | ------- | --------------------------------------------- | --------------------------------------------- | --------------------------------------------- | --------------------------------------------- | --------------------------------------------- | --------------------------------------------- | --------------------------------------------- |
| 2024 | Motegi  | David Alonso                                  | CFMoto                                        | Manuel González                               | Kalex                                         | Francesco Bagnaia                             | Ducati                                        | Detalls                                       |
| 2023 | Motegi  | Jaume Masiá                                   | Honda                                         | Somkiat Chantra                               | Kalex                                         | Jorge Martín                                  | Ducati                                        | Detalls                                       |
| 2022 | Motegi  | Izan Guevara                                  | Gas Gas                                       | Ai Ogura                                      | Kalex                                         | Jack Miller                                   | Ducati                                        | Detalls                                       |
| 2021 | Motegi  | Cancel·lat a causa de la pandèmia de COVID-19 | Cancel·lat a causa de la pandèmia de COVID-19 | Cancel·lat a causa de la pandèmia de COVID-19 | Cancel·lat a causa de la pandèmia de COVID-19 | Cancel·lat a causa de la pandèmia de COVID-19 | Cancel·lat a causa de la pandèmia de COVID-19 | Cancel·lat a causa de la pandèmia de COVID-19 |
| 2020 | Motegi  | Cancel·lat a causa de la pandèmia de COVID-19 | Cancel·lat a causa de la pandèmia de COVID-19 | Cancel·lat a causa de la pandèmia de COVID-19 | Cancel·lat a causa de la pandèmia de COVID-19 | Cancel·lat a causa de la pandèmia de COVID-19 | Cancel·lat a causa de la pandèmia de COVID-19 | Cancel·lat a causa de la pandèmia de COVID-19 |
| 2019 | Motegi  | Lorenzo Dalla Porta                           | Honda                                         | Luca Marini                                   | Kalex                                         | Marc Márquez                                  | Honda                                         | Detalls                                       |
| 2018 | Motegi  | Marco Bezzecchi                               | KTM                                           | Francesco Bagnaia                             | Kalex                                         | Marc Márquez                                  | Honda                                         | Detalls                                       |
| 2017 | Motegi  | Romano Fenati                                 | Honda                                         | Álex Márquez                                  | Kalex                                         | Andrea Dovizioso                              | Ducati                                        | Detalls                                       |
| 2016 | Motegi  | Enea Bastianini                               | KTM                                           | Thomas Lüthi                                  | Kalex                                         | Marc Márquez                                  | Honda                                         | Detalls                                       |
| 2015 | Motegi  | Niccolò Antonelli                             | Honda                                         | Johann Zarco                                  | Kalex                                         | Dani Pedrosa                                  | Honda                                         | Detalls                                       |
| 2014 | Motegi  | Àlex Márquez                                  | Honda                                         | Thomas Lüthi                                  | Suter                                         | Jorge Lorenzo                                 | Yamaha                                        | Detalls                                       |
| 2013 | Motegi  | Àlex Márquez                                  | KTM                                           | Pol Espargaró                                 | Kalex                                         | Jorge Lorenzo                                 | Yamaha                                        | Detalls                                       |
| 2012 | Motegi  | Danny Kent                                    | KTM                                           | Marc Márquez                                  | Suter                                         | Daniel Pedrosa                                | Honda                                         | Detalls                                       |
|      |         | 125 cc                                        | 125 cc                                        | Moto2                                         | Moto2                                         | MotoGP                                        | MotoGP                                        |                                               |
| 2011 | Motegi  | Johann Zarco                                  | Derbi                                         | Andrea Iannone                                | Suter                                         | Daniel Pedrosa                                | Honda                                         | Detalls                                       |
| 2010 | Motegi  | Marc Márquez                                  | Derbi                                         | Toni Elías                                    | Moriwaki                                      | Casey Stoner                                  | Ducati                                        | Detalls                                       |
|      |         | 125 cc                                        | 125 cc                                        | 250 cc                                        | 250 cc                                        | MotoGP                                        | MotoGP                                        |                                               |
| 2009 | Motegi  | Andrea Iannone                                | Aprilia                                       | Álvaro Bautista                               | Aprilia                                       | Jorge Lorenzo                                 | Yamaha                                        | Detalls                                       |
| 2008 | Motegi  | Stefan Bradl                                  | Aprilia                                       | Marco Simoncelli                              | Gilera                                        | Valentino Rossi                               | Yamaha                                        | Detalls                                       |
| 2007 | Motegi  | Mattia Pasini                                 | Aprilia                                       | Mika Kallio                                   | KTM                                           | Loris Capirossi                               | Ducati                                        | Detalls                                       |
| 2006 | Motegi  | Mika Kallio                                   | KTM                                           | Hiroshi Aoyama                                | KTM                                           | Loris Capirossi                               | Ducati                                        | Detalls                                       |
| 2005 | Motegi  | Mika Kallio                                   | KTM                                           | Hiroshi Aoyama                                | Honda                                         | Loris Capirossi                               | Ducati                                        | Detalls                                       |
| 2004 | Motegi  | Andrea Dovizioso                              | Honda                                         | Daniel Pedrosa                                | Honda                                         | Makoto Tamada                                 | Honda                                         | Detalls                                       |
| 2003 | Suzuka  | Stefano Perugini                              | Aprilia                                       | Manuel Poggiali                               | Aprilia                                       | Valentino Rossi                               | Honda                                         | Detalls                                       |
| 2002 | Suzuka  | Arnaud Vincent                                | Aprilia                                       | Osamu Miyazaki                                | Yamaha                                        | Valentino Rossi                               | Honda                                         | Detalls                                       |
|      |         | 125 cc                                        | 125 cc                                        | 250 cc                                        | 250 cc                                        | 500 cc                                        | 500 cc                                        |                                               |
| 2001 | Suzuka  | Masao Azuma                                   | Honda                                         | Daijiro Kato                                  | Honda                                         | Valentino Rossi                               | Honda                                         | Detalls                                       |
| 2000 | Suzuka  | Youichi Ui                                    | Derbi                                         | Daijiro Kato                                  | Honda                                         | Norifumi Abe                                  | Yamaha                                        | Detalls                                       |
| 1999 | Motegi  | Masao Azuma                                   | Honda                                         | Shinya Nakano                                 | Yamaha                                        | Kenny Roberts, Jr.                            | Suzuki                                        | Detalls                                       |
| 1998 | Suzuka  | Kazuto Sakata                                 | Aprilia                                       | Daijiro Kato                                  | Honda                                         | Max Biaggi                                    | Honda                                         | Detalls                                       |
| 1997 | Suzuka  | Noboru Ueda                                   | Honda                                         | Daijiro Kato                                  | Honda                                         | Mick Doohan                                   | Honda                                         | Detalls                                       |
| 1996 | Suzuka  | Masaki Tokudome                               | Aprilia                                       | Max Biaggi                                    | Aprilia                                       | Norifumi Abe                                  | Yamaha                                        | Detalls                                       |
| 1995 | Suzuka  | Haruchika Aoki                                | Honda                                         | Ralf Waldmann                                 | Honda                                         | Daryl Beattie                                 | Suzuki                                        | Detalls                                       |
| 1994 | Suzuka  | Takeshi Tsujimura                             | Honda                                         | Tadayuki Okada                                | Honda                                         | Kevin Schwantz                                | Suzuki                                        | Detalls                                       |
| 1993 | Suzuka  | Dirk Raudies                                  | Honda                                         | Tetsuya Harada                                | Yamaha                                        | Wayne Rainey                                  | Yamaha                                        | Detalls                                       |
| 1992 | Suzuka  | Ralf Waldmann                                 | Honda                                         | Luca Cadalora                                 | Honda                                         | Mick Doohan                                   | Honda                                         | Detalls                                       |
| 1991 | Suzuka  | Noboru Ueda                                   | Honda                                         | Luca Cadalora                                 | Honda                                         | Kevin Schwantz                                | Suzuki                                        | Detalls                                       |
| 1990 | Suzuka  | Hans Spaan                                    | Honda                                         | Luca Cadalora                                 | Yamaha                                        | Wayne Rainey                                  | Yamaha                                        | Detalls                                       |
| 1989 | Suzuka  | Ezio Gianola                                  | Honda                                         | John Kocinski                                 | Yamaha                                        | Kevin Schwantz                                | Suzuki                                        | Detalls                                       |
| 1988 | Suzuka  |                                               |                                               | Anton Mang                                    | Honda                                         | Kevin Schwantz                                | Suzuki                                        | Detalls                                       |
| 1987 | Suzuka  |                                               |                                               | Masaru Kobayashi                              | Honda                                         | Randy Mamola                                  | Yamaha                                        | Detalls                                       |

### Del 1962 al 1967
| Any  | Circuit | 50 cc            | 50 cc  | 125 cc        | 125 cc | 250 cc           | 250 cc | 350 cc        | 350 cc    | Detalls |
| Any  | Circuit | Pilot            | Moto   | Pilot         | Moto   | Pilot            | Moto   | Pilot         | Moto      | Detalls |
| ---- | ------- | ---------------- | ------ | ------------- | ------ | ---------------- | ------ | ------------- | --------- | ------- |
| 1967 | Fuji    | Mitsuo Itoh      | Suzuki | Bill Ivy      | Yamaha | Ralph Bryans     | Honda  | Mike Hailwood | Honda     | Detalls |
| 1966 | Fuji    | Yoshimi Katayama | Suzuki | Bill Ivy      | Yamaha | Hiroshi Hasegawa | Yamaha | Phil Read     | Yamaha    | Detalls |
| 1965 | Suzuka  | Luigi Taveri     | Honda  | Hugh Anderson | Suzuki | Mike Hailwood    | Honda  | Mike Hailwood | MV Agusta | Detalls |
| 1964 | Suzuka  | Ralph Bryans     | Honda  | Ernst Degner  | Suzuki | Jim Redman       | Honda  | Jim Redman    | Honda     | Detalls |
| 1963 | Suzuka  | Luigi Taveri     | Honda  | Frank Perris  | Suzuki | Jim Redman       | Honda  | Jim Redman    | Honda     | Detalls |
| 1962 | Suzuka  | Tommy Robb       | Honda  | Tommy Robb    | Honda  | Jim Redman       | Honda  | Jim Redman    | Honda     | Detalls |

Notes
1. ↑  La cursa de 50 cc de 1964 tingué només 5 participants i, per tant, fou exclosa del Campionat del Món.[13]
2. ↑  La cursa de 350 cc de 1963 tingué només 3 participants i, per tant, fou exclosa del Campionat del Món.[14]